# Сарасуа, Висенте
Висенте Сарасуа (исп. Vicente Zarazúa; род. 27 августа 1944, Мехико) — мексиканский теннисист, победитель показательного и выставочного теннисных турниров Олимпийских игр 1968 года в мужском парном разряде.

## Биография
Висенте Сарасуа родился в 1944 году в Такубае — районе Мехико. Его отец и мать были теннисистами-любителями, выступавшими за клуб Такубаи (мать, Росарио, была в своё время чемпионкой Мексики). В теннис играли также оба старших брата Висенте — Федерико и Хосе Мария, выступавшие на клубных соревнованиях. С 1959 по 1962 год, выступая в юношеских соревнованиях, Сарасуа не потерпел на национальном уровне ни одного поражения. В течение четырёх лет он становился абсолютным чемпионом Мексики среди юниоров, побеждая во всех трёх разрядах, а на международном уровне отметился выходом в 1959 году в финал престижного юниорского турнира Orange Bowl в одиночном разряде и победой на этом же турнире в паре с Хоакином Лойо-Майо в 1962 году. За счёт спортивных успехов был принят в Университет Корпус-Кристи (Техас), где играл в паре с Педро Лангре.
С 1964 года Сарасуа выступал за сборную Мексики в Кубке Дэвиса. На протяжении карьеры он сыграл за сборную в 16 матчах (в основном в парном разряде), выиграв 14 встреч и проиграв в девяти.
Два крупнейших успеха во взрослой карьере Сарасуа относятся к 1968 году, когда в паре с Рафаэлем Осуной он выиграл на Олимпиаде в Мехико показательный и выставочный теннисные турниры (теннис вернулся в официальную программу Олимпийских игр только в 1988 году); и к 1975 году, когда мексиканская команда при его участии нанесла в финале Американской зоны Кубка Дэвиса поражение сборной США. Сам Сарасуа в этом матче выиграл парную встречу, в которой им с Раулем Рамиресом противостояли Боб Лутц и Дик Стоктон. В 1967 году Сарасуа стал национальным чемпионом Мексики в одиночном разряде, а в 1969 году вместе с Осуной победил в Кубке Дэвиса сборную Австралии, взяв верх в парной встрече над Джоном Александром и Филом Дентом.
В 2008 году имя Висенте Сарасуа было включено в списки Зала славы Бессмертных Мексиканского совета по профессиональному спорту и зрелищам (исп. Consejo Mexicano del Deporte y Espectáculos Profesionales, COMEDEP).